# Greatest Hits Live: Vancouver 1986
Greatest Hits Live – Vancouver 1986 er det femte livealbum (og det 24. album sammenlagt) af den skotske singer-songwriter Donovan.
Det består af en liveoptagelse fra Vancouver i 1986, og blev udgivet den 2. oktober 2001.

## Spor
1. "Josie" – 3:47
2. "Catch the Wind" – 3:18
3. "Isle of Islay" – 5:17
4. "Sunshine Superman" – 3:49
5. "Hey Gyp (Dig the Slowness)" – 2:34
6. "Universal Soldier" (Buffy Sainte-Marie) – 3:57
7. "Laléna" – 2:58
8. "Jennifer Juniper" – 2:47
9. "Hurdy Gurdy Man" – 5:00
10. "Happiness Runs" – 4:22
11. "The Little Tin Soldier" (Shawn Phillips) – 3:50
12. "Mellow Yellow" – 2:50
13. "Atlantis" – 2:57
14. "There Is a Mountain" – 2:35

Bonusnumre:
1. "Sailing Homeward" – 3:27
2. "Mr. Flute Man" (track fra Rising Again) – 2:08
3. "Young Girl Blues" – 5:11
4. "Only to Be Expected" (demooptageles af sangen fra Neutronica) – 2:38